# Олешня (Сумская область)
Олешня, в 18 веке Алешня (укр. Олешня) — село,
Олешнянский сельский совет,
Ахтырский район,
Сумская область,
Украина.
Код КОАТУУ — 5920386301. Население по переписи 2001 года составляет 1062 человека .
Является административным центром Олешнянского сельского совета, в который, кроме того, входят сёла
- Горяйстовка,
- Комаровка,
- Лысое,
- Новое,
- Пасеки,
- Садки.

## Географическое положение
Село Олешня находится на берегу реки Олешня, выше по течению примыкает село Мартыновка (Тростянецкий район), ниже по течению на расстоянии в 1,5-2 км расположены сёла Садки, Лысое и Горяйстовка.
В селе несколько прудов. К селу примыкают лесные массивы (дуб). Рядом с селом проходила железнодорожная ветка.

## История

### До вхождения вРусское царство
Точная дата основания Олешни неизвестна. Но сохранился ряд документов первой половины 1640-х годов, позволяющих утверждать о существовании населенного пункта и ранее. Например, в своей отписке 22 января 1644 года белгородский воевода Никита Михайлович Боборыкин уведомлял чугуевского воеводу Дениса Степановича Ушакова, что в литовский город Олешню 8 января приходили татары из Крыма для проведывания вестей, которых литовские люди побили и взяли двух татар в плен. Из другого письма, белгородский воевода Фёдор Андреевич Хилков 29 июня 1644 года уведомлял чугуевского воеводу Ушакова о сведениях, полученных от вольновского казака в литовском городе Олешне, что князь Иеремия Вишневецкий хочет идти войной под Путивль. Тот же Федор Хилков сообщал 5 октября 1645 года, что слуга олешанского урядника Яна Козловского рассказал русскому посланному, о подходе под Путивль литовцев с пушками во главе с Иеремией Вишневецким и планах последнего идти в Лосицкий острог. Также сохранилось письмо воронежского воеводы Бутурлина об отобрании державцем в литовском городе Олешне у посланного беломестного атамана Волотки Вострой Иглы коня в 1646 году, по случаю чего последний был отпущен в Москву 19 июня 1646 года.

### В составеРусского государства
Одним из результатов  заключения Поляновского мира (1634 г.) между Русским царством и Речью Посполитой стало размежевание границ, которое проводилось до 1648 г. и явило собой уступку поляками части земель, утраченных Россией во время Смутного времени начала XVII века. 13 июля 1647 года в царскую сторону были уступлены Недрийгалов, Каменное, Олешня, Бобрик, Ахтырка. Со стороны Русского государства межевыми судьями были: воевода Замятня Федорович Леонтьев, дворянин Федор Михайлович Мякинин и дьяк Григорий Пятово. Со стороны Речи Посполитой межевыми судьями были: комиссар Адам Светольдич Кисель, земской судья Станислав Пенчинский и подчаший Новгорода-Северского Ян Пенчинский. В результате размежевания были установлены точные границы и переданы указанные города. Так, в межевой записи присутствует следующее описание: «…Городище Ольшанское на речке на Олешне, а в нем два острога дубовых, один острог стоячей малой, а другой острог косой, а меж острогов течет речка Олешна, а через речку Олешну меж острогов на столбах устроен мост, а по тому мосту ездят из острогу в острог, а в меншом остроге башня проезжая рубленая, да четыре башни глухих, да в остроге ж изба с сенми, а по мере около меншого острогу двесте пол четврети сажени. А из болшого острогу трои ворота з башнями проезжие, а в остроге четыреста три двора пустых, да тритцать шесть лавок, да четыре кузницы, да тритцать винокурен и пивоварень, сто дватцать семь мест дворовых, а дворы сожжены, да острогу против тех дворовых мест вызжено на дватцати на пяти саженех, а по мере того острогу восемот шездесят сажень…». При отдаче было указано наличие рва, дубовых надолбов. В месте расположения малого острога на реке была мельница, на расстоянии трех верст по реке была еще одна мельница. Третья мельница была в трех верстах от второй на речке Буймере. Все три мельницы были разломаны поляками до передачи, пруды спущены.
Находясь на границе между Гетманщиной и Слободской Украиной, город подвергался осадам в XVII веке. После неудачного для царя Алексея Михайловича Конотопского сражения, объединенные казацко-татарские войска подошли к Олешне 25 сентября 1659 года. Войска во главе с гетманом Иваном Выговским простояли под городом 3 дня пытаясь взять город, однако, не сумев овладеть острогом, ушли, сжег при этом Преображенскую церковь, дворы, гумно и хлеб на посаде. Оборону от казацко-татарских войск держали 238 человек русских служилых людей, 117 человек верных царю черкас, 3 священника и 2 просвирницы. За верность олешанцам было дано от царя денег по 7 рублей, 2 чети овса, 2 чети ржи человеку. В феврале и марте 1661 года Олешня снова подверглась осаде от татар и казаков. 7 марта 1661 года под город подошел Гадячский полковник Булавка с полковой артиллерией, город снова выдержал осаду. После заключения Андрусовского перемирья от Русского государства отложился гетман Иван Брюховецкий, начавший изгонять русских воевод из Гетманщины. Из Гадяча Брюховецкий стал рассылать прелестные письма по городам Слободской Украины. В начале февраля гетман писал черкасам Олешни с требованием высылать посланцев и «остерегаться москалей». 10 февраля 1668 года войска гетмана Брюховецкого подошли под Олешню. Оборону крепости возглавил воевода Афонасий Бочечкаров. Брюховецкому не удалось взять город и он отступил, разорив пригороды, сжегши Преображенскую церковь и вытоптав посеянный хлеб. Во время Русского похода Карла XII царю Петру I изменил гетман Иван Мазепа. Военные действия развернулись в окрестностях Веприка, Опошни, Котельвы и Ахтырки. 11 января 1709 года Карл XII направил генерал-майора Гамильтона с четырьмя полками в Олешню. Шведы захватили Олешню, взяв припасы, убив воеводу и поджег город они отошли, направившись к Красному Куту.
| Начало воеводства | Конец воеводства | ФИО воеводы                          |
| ----------------- | ---------------- | ------------------------------------ |
| 25.07.1647        | 21.03.1648       | Юрий Никитич Барятинский             |
| 21.03.1648        | 11.02.1650       | Роман Никитич Барятинский            |
| 11.02.1650        | 15.07.1651       | Василий Сидорович Бунаков            |
| 15.07.1651        | 21.02.1652       | Данило Васильевич Коптев             |
| 21.02.1652        | ?                | Андрей Васильевич Поливанов          |
| ?                 | 28.05.1656       | Федор Беззубцов                      |
| 28.05.1656        | ?                | Полуехт Васильевич Шамордин          |
| ?                 | июнь 1660        | Алексей Пименович Бовыкин            |
| июнь 1660         | 02.09.1662       | Федор Константинович Неболсин        |
| 02.09.1662        | 06.11.1664       | Филипп Силич Пересветов              |
| 06.11.1664        | 25.07.1666       | Матвей Васильевич Офросимов          |
| 25.07.1666        | 28.08.1666       | Иван Чортов                          |
| 28.08.1666        | ?                | Ипатий Лукин                         |
| ?                 | ?                | Афонасий Григорьевич Бочечкаров      |
| 03.04.1669        | ?                | Федор Константинович Неболсин        |
| 28.11.1672        |                  | Андрей Игнатьевич Толмачов           |
| 05.03.1675        | ?                | Михаил Иванович Кабанов              |
| ?                 | 06.04.1677       | Иван Осипович Жердев                 |
| 06.04.1677        | 21.01.1679       | Анания Степанович Уколов             |
| 21.01.1679        | ?                | Афонасий Алексеевич Чубаров          |
| ?                 | 25.06.1682       | Андрей Щекин                         |
| 25.06.1682        | 30.08.1682       | Давид Петрович Борковский            |
| 30.08.1682        | ?                | Алексей Белов                        |
| ?                 | 24.01.1683       | Давид Петрович Борковский            |
| ?                 | 22.04.1683       | Фома Алексеевич Исаков               |
| 22.04.1683        | 22.04.1685       | Андрей Игнатьевич Толмачов           |
| 22.04.1685        | 12.11.1685       | Гаврила Афонасьевич Новосилцов       |
| 12.11.1685        | ?                | Иван Ильич Гвоздев                   |
| ?                 | 22.08.1687       | Гаврила Афонасьевич Новосилцов       |
| 22.08.1687        | 19.12.1689       | Павел Федорович Шакловитый           |
| 19.12.1689        | 17.07.1691       | Василий Филиппович Пересветов        |
| 17.07.1691        | ?                | Гаврила Матвеевич Сацыпоров          |
| ?                 | до 08.03.1694    | Иван Барсуков                        |
| 08.03.1694        | 02.05.1694       | Юрий Виллимович Шарф                 |
| 02.05.1694        | ?                | Илья Прохорович Языков               |
| 16.06.1696        | ?                | Иван Григорьевич Лагвенов            |
| 16.05.1698        | 16.04.1700       | Игнатий Иванович Горбачев            |
| 16.04.1700        | 28.05.1702       | Андрей Антипович Авдеев              |
| 28.05.1702        | 16.04.1704       | Парфений(Перфилий) Иванович Шеховцов |
| 16.04.1704        | ?                | Иван Ильич Якимов                    |
| ?                 | 04.06.1708       | Борис Подгорецкий                    |
| 04.06.1708        | около 11.01.1709 | Иван Никитич Лобков (убит шведами)   |
| 12.08.1709        | ?                | Семен Никифорович Домнин             |

## Население
В 1647 году Олешня была отдана без населения польской стороной царю Алексею Михайловичу. Согласно межевой записи 25 июня 1647 года в большом остроге было 403 пустых двора. Правительство было вынужденно начать заселение пустого города служилыми людьми. Первыми на службу вместе с князем Ю.Н. Барятинским в пустой город приехали курчане: 41 сын боярский, 34 стрельца и 26 казаков. В городе после размежевания оставались 42 севских стрельца, которые затем самовольно ушли в Севск. В августе 1647 года в Олешню пришли «выходцы на государево имя» 107 человек черкас из Литвы, которые просили разрешения поселиться в городе. Однако, правительство этого не разрешило и отправило их обратно в Литву. В декабре 1647 году планировалось направить в Олешню 180 человек детей боярских (самых «семьянистых» и зажиточных) из служилой корпорации Мценска. Но служилые люди не поехали. Их место заняли дети боярские из служилой корпорации Рыльска, однако их тоже было недостаточно. 28 марта 1648 года в Карачеве на имя царя подали челобитную карачевские казаки стародубские выходцы в числе 100 человек. Казаки сами просили царя разрешения поселиться «на вечное житье» в Олешне. Разрешение было дано, и уже 21 апреля по зимнему пути они выехали из Карачева. Жены и дети должны были приехать в Олешню позже, после продажи дворов и имущества в Карачеве. Таким образом, первыми поселенцами стали русские служилые люди из двух корпораций: дети боярские из Рыльска и карачевские казаки (стародубские) выходцы из Карачева. Изначально сведенцы из Рыльска считались выше по социальному положению нежели сведенцы из Карачева, что вызвало местнические споры между этими корпорациями. Однако, в 1655 году карачевские городовые казаки были пожалованы в дети боярские и две эти корпорации уравнены в правах. Представители этих служилых корпораций с незначительной долей выходцев из других городов Русского государства составляли русское население Олешни до реформ Петра I, служа городовую, рейтарскую, солдатскую, пушкарскую службы. После реформ Петра I русское население Олешни переходит в сословие однодворцев. При этом, русское население Олешни сохраняло свой уклад жизни, говор, браки были внутри своего сословия. Русское население проживало в однодворческой (великороссийской) слободе Олешни и подчинялось воеводе.
Черкасское (малороссийское) население Олешни складывалось немного позже заселения русскими служилыми людьми. Черкасы проживали в своей части («черкасской слободе») Олешни. Первыми поселенцами были 30 человек из соседних Камышей, которые наравне с русскими служилыми людьми упоминаются среди защитников города во время осады Олешни гетманом Иваном Выговским в 1659 году. Остальные черкасы уходили в Грунь во время осады. В целом, черкасское население было непостоянным и переходило во время военных угроз, неурожаев в соседние регионы, затем снова возвращалось. В 1666 году черкасы Олешни были переподчинены новому полковнику Ахтырского слободского казачьего полка, на что жаловался Сумской полковник Г. Кондратьев, которому они ранее подчинялись. С этого времени Олешня становится сотенным местечком Ахтырского слободского полка. Черкасское население подчинялось своему сотнику и Ахтырскому полковнику. И лишь в 1765 году в связи с расформированием Слободских полков казаки были обращены в войсковых обывателей.
После реформ 1850-х годов однодворцы (русские) и войсковые обыватели (украинцы) будут уравнены в правах и обращены в государственных крестьян. После этого сословное деление пропало, а взаимное проникновение культур стало еще шире.
| Год  | Общая численность (человек) | Русские | Русские | Черкасы (украинцы) | Черкасы (украинцы) | Источник           |
| Год  | Общая численность (человек) | Мужчин  | Женщин  | Мужчин             | Женщин             | Источник           |
| ---- | --------------------------- | ------- | ------- | ------------------ | ------------------ | ------------------ |
| 1648 |                             | 143     |         | 0                  |                    | Воеводская отписка |
| 1666 |                             | 224     | -       | 162                | -                  | Сметная книга      |
| 1718 | 1365                        | 240     | 252     | 451                | 422                | Перепись           |
| 1732 | -                           | -       | -       | 757                | -                  | Перепись           |
| 1744 | -                           | 372     | -       | -                  | -                  | Ревизия            |
| 1763 | -                           | 451     | 262     | -                  | -                  | Ревизия            |
| 1782 | 3673                        | 606     | 636     | 1166               | 1265               | Ревизия            |
| 1795 | 4370                        | 620     | 719     | 1437               | 1594               | Ревизия            |

## Церкви
Согласно докладу царю Алексею Михайловичу о состоянии «новоотдаточных городов» (Недригайлов, Бобрик, Олешня) от 1647 года в городе церкви не было. В росписном списке 28 декабря 1652 года указаны две церкви: Соборная Преображения Господня (построена при воеводе Юрии Никитиче Барятинском) и Живоначальной Троицы с приделом Иоанна Рыльского в казачьей слободе (построена при воеводе Василии Бунакове казаками из Карачева). В 1655 году первый раз упоминается церковь Покровская Пресвятой Богородицы в Черкасской слободе.

### Соборная церковь Преображения Христова
Церковь с приделом Димитрия Солунского была построена сразу же после отдачи Олешни царю Алексею Михайловичу. Деятельным строителем и первым священником стал поп Федор Борисов из Курска, который подал челобитную царю 6 февраля 1648 года с просьбой отпустить его в Олешню, поскольку в Курске у него не было прихода. Федору Борисову было дано 9 рублей денег на постройку двора, 5 рублей на «завод и семена» и положена руга в 1 рубль из тамошних доходов. По решению Разрядного приказа приказа в Москвае была изготовлена церковная утварь, дано все необходимое для богослужения. Прибыв в Олешню, Федор Борисов деятельно начал работы по постройке церкви и окормление своих прихожан. Однако, уже весной 1650 года у него случился конфликт со служилыми людьми и воеводой Олешни, в результате чего последовал донос и Федор Борисов был выслан для следствия в Москву, оставив жену в Олешне. В 1653 году священником Преображенской церкви уже значится Тимофей Анофриев, прибывший из Белгорода. Во время осада города черкасами гетмана Ивана Мартыновича Брюховецкого в 1668 году церковь была сожжена, после чего из Москвы было дано 50 рублей на её восстановление с приделом Николая Чудотворца.

### Церковь Живоначальной Троицы
Церковь с приделом Иоанна Рыльского была построена в казачьей слободе олешанскими городовыми казаками (выходцами из Карачева) в 1649 году. Необходимый для постройки лес валили и привозили сами же казаки. Первым священником стал поп Исай Савельев, пришедший вместе со 100 казаками из Карачева. 2 августа 1649 года было приказано разделить прихожан, русских людей (детей боярских и казаков) пополам между Преображенской и Троицкой церквями. Церковь была сожжена шведами во время осады и с 1709 года больше не действовала. По плану генерального межевания 1786 году земля, на которой находилась церковь, принадлежала Преображенским священникам Иоанну и Иосифу Бобиным. Находилась между селом Протопоповкой (Лосевка тож), землями однодворцев и войсковых обывателей Олешни.

### Церковь Покрова Пресвятой Богородицы
Церковь была построена по челобитью попа Козьмы около 1655 года для черкас, живших в слобода. Вместе с ростом малороссийского населения и выделения части жителей в казаки Ахтырского Слободского полка церковь перестраивалась и расширялась. В мае 1684 года священник Покровской церкви поп Петр Авдеев писал царям Иван Алексеевичу и Пётру Алексеевичу: «…ваш украинного города Олешны поп Петр Авдеев в прошлых Государи годех извелением Божьим наступлением турки как город Уман и иные многие городы выняли и я богомолец ваш из города Браилова на сю сторону Днепра приволокся из женишкою и з детишками своими и во городе Олешни построил церковь деревянную во имя Покрова Богородицы на свои денги…». В Разрядном приказе была составлена выписка и установлено, что Петр Авдеев пришел в Олешню из-за Днепра из города Браилова в 1676 году вместе с семьей и 200 черкасами. А в 1682 году по благословению митрополита Белгородского и Обоянского Мисаила попом Петром Авдеевым была построена церковь во имя Покрова Пресвятой Богородицы. Прихожанами новой церкви стали олешанские черкасы, которые служили казачью службу в Ахтырском полку. 2 августа 1684 года цари Иван Алексеевич и Пётр Алексеевич дали на обустройство церкви все необходимое церковное имущество и облачения для богослужения с прибавкой 15 рублей.

## Известные люди
- Долгий, Степан Иванович — Герой Советского Союза, родился в селе.
- Шеховцов, Парфён — воевода Олешни (упоминается в 1700 и 1703 годах в документах разряднаго приказа, книги белгородского стола [17])

## Экономика
- Сельхозпредприятие «Олешнянское».
- Фермерское хозяйство «Мрия».

## Объекты социальной сферы
- Школа.
- Больничная амбулатория.
- Дом культуры.